# Gukjagam
Das Gukjagam (Kukchagam) war die höchste nationale Bildungseinrichtung im Königreich Goryeo. Der Name der Einrichtung wechselte mehrmals, zuletzt wurde sie als Seonggyungwan bezeichnet.

## Geschichte

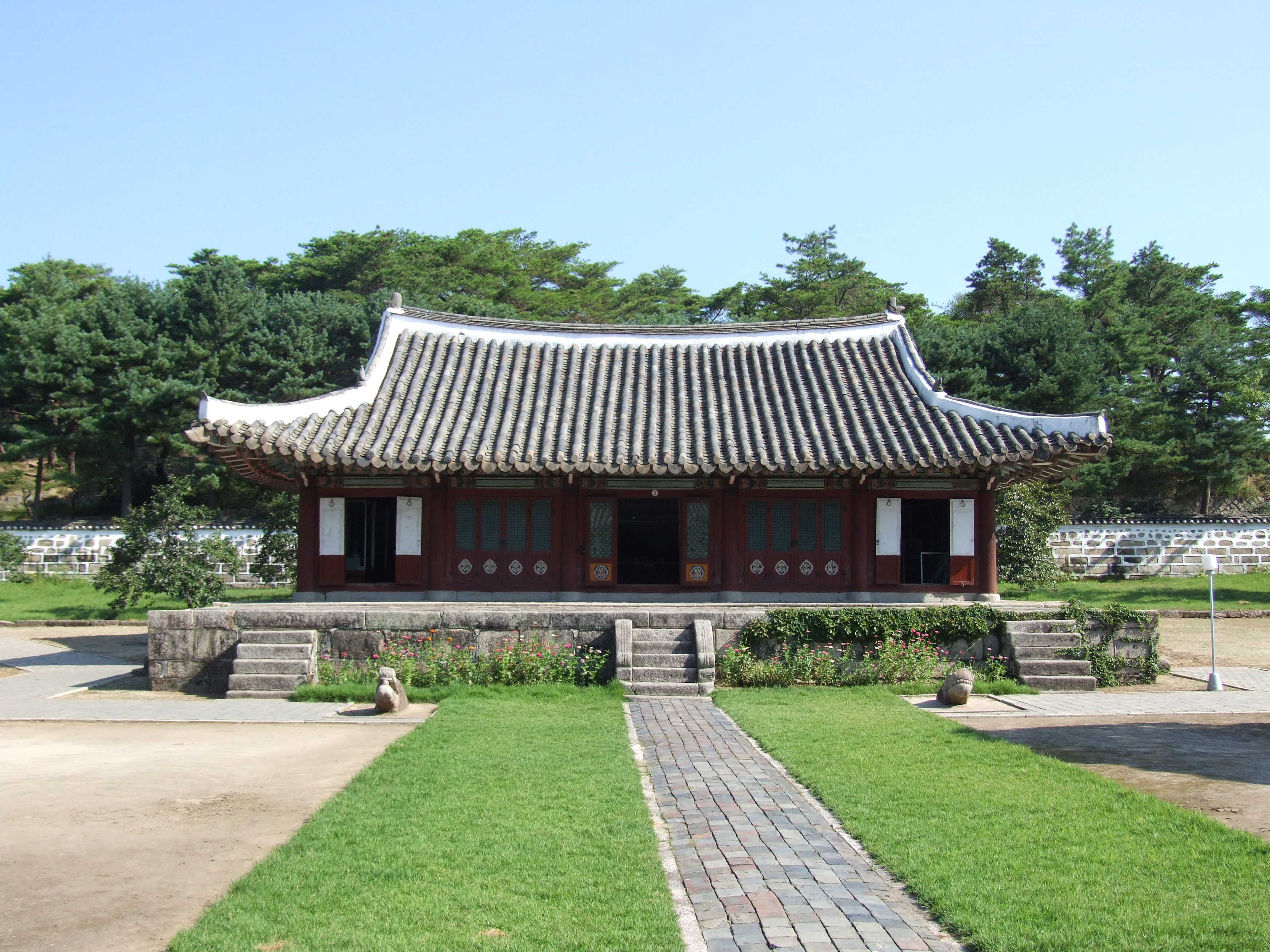
Taesong-Halle im 1087 bezogenen Sitz

Höchste staatliche Bildungseinrichtungen gab es auf der Koreanischen Halbinsel schon zur Zeit der Drei Reiche. 372 wurde in Goguryeo das Taehak gegründet, 682 in Silla das Gukhak. Von diesen gibt es jedoch keine Überbleibsel.
Nach der Ausdehnung des Königreichs Goryeo über die gesamte Koreanische Halbinsel gründete König Seongjong 992 in der damaligen Hauptstadt Gaegyeong (Kaesŏng) das Gukjagam als höchste staatliche Bildungseinrichtung. Ihren Sitz hatte die Akademie zunächst im Süden von Kaesŏng in der Nähe des Hoebin-Tors in der Äußeren Mauer, 1087 bezog es seinen langjährigen Sitz in dem heute Koryo Songgyungwan genannten Gebäudekomplex im Nordosten der Stadt. Unter König Injong (reg. 1122–1146) wurde die Akademie erweitert. Sie lehrte konfuzianische Klassiker, chinesische Literatur, Recht, Kalligraphie, Mathematik und Rechnungswesen. Im Lauf ihrer Geschichte trug die Bildungseinrichtung unterschiedliche Namen. Nach mehreren Umbenennungen wurde sie von 1308 bis 1358 und erneut ab 1362 Seonggyungwan genannt.
Nach der Übernahme der Macht durch die Joseon-Dynastie und der Verlegung der Hauptstadt nach Hanseong (Seoul) wurde dort 1398 neu eine höchste staatliche Bildungseinrichtung eingerichtet, die ebenfalls die Bezeichnung Seonggyungwan trug und aus der später die Sungkyunkwan-Universität hervorging. Die Einrichtung in Kaesŏng blieb bestehen, verlor aber stark an Bedeutung. Aus ihr ging später die Koryo-Songgyungwan-Universität hervor, die auch Universität für Leichtindustrie genannt wird. Ihr ehemaliger Sitz Koryo Songgyungwan beherbergt seit 1987 das das Goryeo-Museum.

## Namen
Die Bildungseinrichtung wurde im Lauf ihrer Geschichte mehrmals umbenannt. Die wichtigsten Bezeichnungen sind:
- 992 Gukjagam
- 1275 Gukhak
- 1298 Seonggyungam
- 1308 Seonggyungwan
- 1358 erneut Gukjagam
- 1362 erneut Seonggyungwan, nach 1398 auch Goryeo Seonggyungwan